# Connie Eaves
Connie Jean Eaves (* 22. Mai 1944 in Ottawa, Ontario; † 7. März 2024) war eine kanadische Stammzellenforscherin am Terry Fox Laboratory der British Columbia Cancer Agency. Sie hatte eine Professur für medizinische Genetik an der University of British Columbia inne.

## Leben
Ihre Eltern waren der kanadische Mathematiker Israel Halperin (1911–2007) und Mary Esther Halperin (1911–2010).
Connie Eaves erwarb 1964 an der Queen’s University in Kingston, Ontario, einen Bachelor in Biologie und Chemie und 1964 ebendort einen Master in Biologie. 1969 erhielt sie von der University of Manchester einen Ph.D. in Immunologie, die Forschungsarbeiten absolvierte sie am Paterson Institute for Cancer Research (seit 2013 Cancer Research UK Manchester Institute), und blieb hier auch als Postdoktorandin. Eine weitere Postdoc-Station war die Abteilung für Medizinische Biophysik am Ontario Cancer Institute. 
1973 erhielt Eaves eine Professur für medizinische Genetik an der University of British Columbia und als Co-Gründerin eine leitende Stellung an der British Columbia Cancer Agency. Beide Stellungen hatte sie (Stand 2019) weiterhin inne. 
Connie Eaves war mit Allen Eaves verheiratet, der ebenfalls am Terry Fox Laboratory arbeitet. Das Paar hatte vier Kinder. 

## Wirken
Eaves machte wichtige Entdeckungen im Zusammenhang mit Stammzellen. Dazu gehört die Erkenntnis, dass gesunde Stammzellen unter Laborbedingungen am Leben erhalten und vermehrt werden können, während sich ein Patient (zum Beispiel mit Leukämie oder Brustkrebs) einer Chemotherapie unterzieht, die sein Knochenmark zerstört. Anschließend erhält der Patient eine autologe Transplantation mit den eigenen Stammzellen (Stammzelltransplantation). Weitere wichtige Arbeiten Eaves’ befassen sich mit den Stammzellen anderer Gewebe, darunter der weiblichen Brust, und mit Krebsstammzellen.
Sie war Autorin und Co-Autorin von mehr als 500 wissenschaftlichen Veröffentlichungen. Laut Google Scholar hat Eaves einen h-Index von 128, laut der Datenbank Scopus einen von 105 (jeweils Stand August 2025). Sie war leitende Herausgeberin der wissenschaftlichen Fachzeitschrift Experimental Hematology.
Eaves machte sich um die Förderung von Nachwuchswissenschaftlern, insbesondere von Frauen, verdient. Sie betreute (Stand 2019) mehr als 100 Doktoranden und Postdoktoranden.

## Auszeichnungen (Auswahl)
- 1994 Mitglied der Royal Society of Canada[5]
- 2003 Robert L. Noble Prize[6]
- 2009 Henry M. Stratton Medal[7]
- 2015 korrespondierende Mitglied der Royal Society of Edinburgh[8]
- 2019 Aufnahme in die Canadian Medical Hall of Fame[1]
- 2019 Canada Gairdner Wightman Award[9]
- 2021 Mitglied der Royal Society
- 2022 Mitglied der National Academy of Medicine